# Francis Line
Francis Line (Londres, 1595-Lieja, 15 de noviembre de 1675), también conocido como Linus de Lieja) fue un sacerdote jesuita y científico residente en el Colegio de jesuitas ingleses de Lieja donde enseñaba matemáticas y gnomónica.  

## Biografía
Enviado por sus padres al Principado de Lieja, para recibir una educación católica, Francis estudió la secundaria en el Colegio de los jesuitas ingleses. Entró en el noviciado de la Compañía de Jesús en Watten el 23 de septiembre de 1623, y vuelve a Lieja, donde es profesor de hebreo y de matemáticas (1630 - 1633). Luego, solamente de matemáticas, que se convierte en el principal ámbito de sus actividades.
En 1635, Fabri de Peiresc, amigo de Galileo, pide ayuda a Francis Line, pensando que un reloj de agua, inventado por él en Lieja, podría servir para defender la teoría de Galileo sobre el movimiento de los astros, condenada en 1633. Fue inútil.  Veinte años más tarde, Line se alinea al lado del matemático holandés Christian Huygens contra su colega jesuita Grégoire de Saint-Vincent que pretendía probar la posibilidad de la cuadratura del círculo.
De vuelta a su país en 1657, Line trabaja en el Derbyshire y después se traslada a Londres, en 1659 y a Lancashire en 1665. Participa en la discusión sobre las propiedades del aire, que recomienza en 1660, cuando Robert Boyle afirma que el aire tiene «fuerza y peso». Defendiendo la idea de Aristóteles, expresada en su Tractatus de corporum inseparabilitate, Line se opone a Boyle.
Line es conocido por haber inventado un reloj magnético y varios cuadrantes solares. En 1669, a petición de Carlos II, que había visto el que había construido en Lieja, construyó un cuadrante en Whitehall. Este cuadrante se inauguró el 24 de julio de 1669 en los jardines privados del palacio de Whitehall, en Londres. Semejaba a un árbol de Navidad por su forma, compuesta de globos y discos, y se mantuvo allí hasta 1681, a pesar de las depredaciones que sufrió en el trascurso de esos años.
Volvió a Lieja en 1672 y se embarca en una nueva disputa científica. Esta vez se opone a las teorías de Isaac Newton sobre la luz y los colores, aunque Ignace-Gaston Pardies, profesor en el colegio de Clermont, había aceptado el punto de vista de Newton. Line publicó dos artículos en la revista ‘Philosophical Transactions of the Royal Society’, pero la respuesta de Newton a la segunda se publicó después de la muerte de Line. Sin embargo, la controversia continuó: Anthony Lucas, sucesor de Line en al Colegio de Lieja, siguió discutiendo tres años más.  El siempre  Mantuvo correspondencia con otros grandes sabios de la época.
Line también inventó una serie de ingeniosos aparatos prácticos, incluyendo una esfera de reloj que permitía leer la hora a los ciegos. Sin embargo, su adhesión inquebrantable a las teorías de Aristóteles, le impidió comprender la ciencia nueva y lo que pudo aportarle en los ámbitos científicos que le interesaban.

## Obras
- Refutation of the attempt to square the circle, Londres, 1660.
- De corporum inseparabilitate, Londres, 1662.
- An Explication of the Diall Set Up in the King's garden at London, an.1669, Liège, 1673.